# Balto II: Wolf Quest
Balto II: Wolf Quest és una pel·lícula d'animació treta directament en vídeo el 2002, com a continuació de la pel·lícula Balto de 1995.

## Resum
Balto va captivar el públic a tot el món. Ara l'aventura continua i aquesta vegada no està sol. Balto té una nova filla, Aleu. Quan la jove s'adona que mai l'acceptaran com a la resta dels seus germans, perquè la seva aparença és més de llop que de gos, pateix molt i s'escapa de casa per descobrir el sentit de la vida i trobar el seu raconet en el món. Balto, preocupat, part a la recerca d'Aleu, i així comença aquesta epopeia lobuna pels gèlids erms d'Alaska.

## Personatges
- Balto: Valent i perseverant com sempre. Passarà gairebé a un segon pla en aquesta pel·lícula però sense deixar de ser important, ajudarà la seva filla en el seu viatge d'autodescobriment. Tindrà una postura més adulta en la seva personalitat.
- Jenna: Jenna gairebé es veu a la pel·lícula, amb aparicions breus. Òbviament és la mare d'Aleu.
- Boris: És que va criar Balto. Sempre al seu costat, donant-li consells. Encara que de vegades Balto ignora els seus consells i fa el que sent. Es transformarà en la "mainadera" d'Aleu malgrat que ella negui necessitar la seva ajuda. Igualment contínua cuidant-se de Muk i Luk.
- Aleu: Ella és qui s'escaparà de la seva llar en ser rebutjada pels humans. Balto haurà d'anar a la seva recerca i al final acaba donant-li suport en el seu viatge.
- Muru: Aquest ratolinet ajudarà Aleu en la recerca de la seva identitat.
- Nava: És un vell llop líder del ramat que necessita l'ajuda de Balto. Savi i, aparentment, bruixot o mag.
- Niju: vol i desitja el comandament. Ja que es creu més jove i sensat tanmateix es va negar a seguir Balto i va posar en perill la vida de tot el ramat de llops.
- Aniu: Una llegendària lloba blanca de la qual sabrem al final que és la mare de Balto. Ella pren diferents formes per guiar Aleu i Balto en el seu viatge:
- Guineu: Astut, trampós.
- Golafre: Els temors.
- Os: Coneixement intern.
- Caribú: La vida.

A més del corb que guia pare i filla en el seu viatge.

## Repartiment
| Personatge | Actor original    |
| ---------- | ----------------- |
| Balto      | Maurice LaMarche  |
| Jenna      | Jodi Benson       |
| Boris      | Charles Fleischer |
| Aleu       | Lacey Chabert     |
| Luk y Muk  | Kevin Schon       |
| Niju       | Mark Hamill       |
| Nava       | David Carradine   |
| Muru       | Peter MacNicol    |